# Las Ventas de Retamosa
Las Ventas de Retamosa – gmina w Hiszpanii, w prowincji Toledo, w Kastylii-La Mancha, o powierzchni 18,9 km². W 2011 roku gmina liczyła 3377 mieszkańców.